# Франц Дінерт
Франц Дінерт (нім. Franz Dienert, 4 січня 1900 — 1978) — німецький футболіст, що грав на позиції нападника за клуб «Мюльберг», а також національну збірну Німеччини.

## Клубна кар'єра
У футболі відомий виступами у команді «Мюльберг», кольори якої і захищав протягом усієї своєї кар'єри гравця, що тривала жодного років. 

## Виступи за збірну
Був присутній в заявці збірної на чемпіонаті світу 1934 року в Італії, але на поле не виходив. Разом з Йозефом Штребом (також 1934), Германном Нюбером (1958) та Вольфгангом Паулем (1966) він є одним з чотирьох німецьких футболістів, які були у складі збірної Німеччини на чемпіонаті світу, але так і не зіграли за Бундестім.

## Титули і досягнення
- Бронзовий призер чемпіонату світу: 1934